# Liste de potentiels standard
La liste des potentiels standard, en volts, qui suit est relative à la tension obtenue avec l'électrode standard à hydrogène et est assemblée à partir de différents ouvrages
,,,,,,,.
Les valeurs sont obtenues sous ces conditions :
- température de 25 °C ;
- concentration effective à 1 mol/L pour chaque espèce aqueuse ou pour chaque espèce dans un amalgame de mercure ;
- pression partielle à 101,325 kPa (absolu) (1 atm ou 1,01325 bar) pour chaque réactif gazeux. Cette pression est utilisée, car la plupart des données disponibles l'utilisent au lieu de la plus moderne de 100 kPa ;
- activité chimique de chaque substance pure, sous forme solide ou liquide, ou pour l'eau (comme solvant).

Le tableau peut être trié alphabétiquement en cliquant sur le bouton de tri.
Légende :
- (s) : solide ;
- (l) : liquide ;
- (g) : gaz ;
- (aq) : aqueux (défaut pour toutes les espèces ayant une charge électrique) ;
- (Hg) : amalgame de mercure.

| Demi-équation                                                                               | E° (V/ESH) | Réf.   |
| ------------------------------------------------------------------------------------------- | ---------- | ------ |
| &                                                                                           | -9         |        |
| Zz                                                                                          | 9          |        |
| {\displaystyle {\tfrac {3}{2}}} N2(g) + H+ + e− {\displaystyle \rightleftharpoons } HN3(aq) | −3,09      | [ 5 ]  |
| Li+ + e− {\displaystyle \rightleftharpoons } Li(s)                                          | −3,0401    | [ 4 ]  |
| N2(g) + 4 H2O + 2 e− ⇄ 2 NH2OH(aq) + 2 OH−                                                  | −3,04      | [ 5 ]  |
| Cs+ + e− ⇄ Cs(s)                                                                            | −3,026     | [ 4 ]  |
| Rb+ + e− ⇄ Rb(s)                                                                            | −2,98      | [ 4 ]  |
| K+ + e− ⇄ K(s)                                                                              | −2,931     | [ 4 ]  |
| Ba2+ + 2 e− ⇄ Ba(s)                                                                         | −2,912     | [ 4 ]  |
| La(OH)3(s) + 3 e− ⇄ La(s) + 3OH−                                                            | −2,90      | [ 4 ]  |
| Sr2+ + 2 e− ⇄ Sr(s)                                                                         | −2,899     | [ 4 ]  |
| Ca2+ + 2 e− ⇄ Ca(s)                                                                         | −2,868     | [ 4 ]  |
| Eu2+ + 2 e− ⇄ Eu(s)                                                                         | −2,812     | [ 4 ]  |
| Ra2+ + 2 e− ⇄ Ra(s)                                                                         | −2,8       | [ 4 ]  |
| Na+ + e− ⇄ Na(s)                                                                            | −2,71      | ,      |
| La3+ + 3 e− ⇄ La(s)                                                                         | −2,379     | [ 4 ]  |
| Mg2+ + 2 e− ⇄ Mg(s)                                                                         | −2,372     | [ 4 ]  |
| ZrO(OH)2(s) + H2O + 4 e− ⇄ Zr(s) + 4OH−                                                     | −2,36      | [ 4 ]  |
| Al(OH)4− + 3 e− ⇄ Al(s) + 4 OH−                                                             | −2,33      |        |
| Al(OH)3(s) + 3 e− ⇄ Al(s) + 3OH−                                                            | −2,31      |        |
| H2(g) + 2 e− ⇄ 2 H−                                                                         | −2,25      |        |
| Ac3+ + 3 e− ⇄ Ac(s)                                                                         | −2,20      |        |
| Be2+ + 2 e− ⇄ Be(s)                                                                         | −1,85      |        |
| U3+ + 3 e− ⇄ U(s)                                                                           | −1,66      | [ 6 ]  |
| Al3+ + 3 e− ⇄ Al(s)                                                                         | −1,66      | [ 8 ]  |
| Ti2+ + 2 e− ⇄ Ti(s)                                                                         | −1,63      | [ 8 ]  |
| ZrO2(s) + 4 H+ + 4 e− ⇄ Zr(s) + 2 H2O                                                       | −1,553     | [ 4 ]  |
| Zr4+ + 4 e− ⇄ Zr(s)                                                                         | −1,45      | [ 4 ]  |
| TiO(s) + 2 H+ + 2 e− ⇄ Ti(s) + H2O                                                          | −1,31      |        |
| Ti2O3(s) + 2 H+ + 2 e− ⇄ 2 TiO(s) + H2O                                                     | −1,23      |        |
| Ti3+ + 3 e− ⇄ Ti(s)                                                                         | −1,21      |        |
| Mn2+ + 2 e− ⇄ Mn(s)                                                                         | −1,185     | [ 4 ]  |
| Te(s) + 2 e− ⇄ Te2−                                                                         | −1,143     | [ 2 ]  |
| V2+ + 2 e− ⇄ V(s)                                                                           | −1,13      | [ 2 ]  |
| Nb3+ + 3 e− ⇄ Nb(s)                                                                         | −1,099     |        |
| Sn(s) + 4 H+ + 4 e− ⇄ SnH4(g)                                                               | −1,07      |        |
| SiO2(s) + 4 H+ + 4 e− ⇄ Si(s) + 2 H2O                                                       | −0,91      |        |
| B(OH)3(aq) + 3 H+ + 3 e− ⇄ B(s) + 3 H2O                                                     | −0,89      |        |
| TiO2+ + 2 H+ + 4 e− ⇄ Ti(s) + H2O                                                           | −0,86      |        |
| Bi(s) + 3 H+ + 3 e− ⇄ BiH3                                                                  | −0,8       |        |
| 2 H2O + 2 e− ⇄ H2(g) + 2 OH−                                                                | −0,8277    | [ 4 ]  |
| Zn2+ + 2 e− ⇄ Zn(Hg)                                                                        | −0,7628    | [ 4 ]  |
| Zn2+ + 2 e− ⇄ Zn(s)                                                                         | −0,7618    | [ 4 ]  |
| Ta2O5(s) + 10 H+ + 10 e− ⇄ 2 Ta(s) + 5 H2O                                                  | −0,75      |        |
| Cr3+ + 3 e− ⇄ Cr(s)                                                                         | −0,74      |        |
| [Au(CN)2]− + e− ⇄ Au(s) + 2 CN−                                                             | −0,60      |        |
| Ta3+ + 3 e− ⇄ Ta(s)                                                                         | −0,6       |        |
| PbO(s) + H2O + 2 e− ⇄ Pb(s) + 2 OH−                                                         | −0,58      |        |
| 2 TiO2(s) + 2 H+ + 2 e− ⇄ Ti2O3(s) + H2O                                                    | −0,56      |        |
| Ga3+ + 3 e− ⇄ Ga(s)                                                                         | −0,53      |        |
| U4+ + e− ⇄ U3+                                                                              | −0,52      | [ 6 ]  |
| H3PO2(aq) + H+ + e− ⇄ P(blanc) + 2 H2O                                                      | −0,508     | [ 4 ]  |
| H3PO3(aq) + 2 H+ + 2 e− ⇄ H3PO2(aq) + H2O                                                   | −0,499     | [ 4 ]  |
| H3PO3(aq) + 3 H+ + 3 e− ⇄ P(rouge) + 3H2O                                                   | −0,454     | [ 4 ]  |
| Fe2+ + 2 e− ⇄ Fe(s)                                                                         | −0,44      | [ 8 ]  |
| 2 CO2(g) + 2 H+ + 2 e− ⇄ HOOCCOOH(aq)                                                       | −0,43      |        |
| Cr3+ + e− ⇄ Cr2+                                                                            | −0,42      |        |
| Cd2+ + 2 e− ⇄ Cd(s)                                                                         | −0,40      | [ 8 ]  |
| GeO2(s) + 2 H+ + 2 e− ⇄ GeO(s) + H2O                                                        | −0,37      |        |
| Cu2O(s) + H2O + 2 e− ⇄ 2 Cu(s) + 2 OH−                                                      | −0,360     | [ 4 ]  |
| PbSO4(s) + 2 e− ⇄ Pb(s) + SO42−                                                             | −0,3588    | [ 4 ]  |
| PbSO4(s) + 2 e− ⇄ Pb(Hg) + SO42−                                                            | −0,3505    | [ 4 ]  |
| Eu3+ + e− ⇄ Eu2+                                                                            | −0,35      | [ 6 ]  |
| In3+ + 3 e− ⇄ In(s)                                                                         | −0,34      | [ 2 ]  |
| Tl+ + e− ⇄ Tl(s)                                                                            | −0,34      | [ 2 ]  |
| Ge(s) + 4 H+ + 4 e− ⇄ GeH4(g)                                                               | −0,29      |        |
| Co2+ + 2 e− ⇄ Co(s)                                                                         | −0,28      | [ 4 ]  |
| H3PO4(aq) + 2 H+ + 2 e− ⇄ H3PO3(aq) + H2O                                                   | −0,276     | [ 4 ]  |
| V3+ + e− ⇄ V2+                                                                              | −0,26      | [ 8 ]  |
| Ni2+ + 2 e− ⇄ Ni(s)                                                                         | −0,25      |        |
| As(s) + 3 H+ + 3 e− ⇄ AsH3(g)                                                               | −0,23      | [ 2 ]  |
| MoO2(s) + 4 H+ + 4 e− ⇄ Mo(s) + 2 H2O                                                       | −0,15      |        |
| Si(s) + 4 H+ + 4 e− ⇄ SiH4(g)                                                               | −0,14      |        |
| Sn2+ + 2 e− ⇄ Sn(s)                                                                         | −0,1375    |        |
| O2(g) + H+ + e− ⇄ HO2•(aq)                                                                  | −0,13      |        |
| Pb2+ + 2 e− ⇄ Pb(s)                                                                         | −0,13      | [ 8 ]  |
| WO2(s) + 4 H+ + 4 e− ⇄ W(s) + 2 H2O                                                         | −0,12      |        |
| P(rouge) + 3 H+ + 3 e− ⇄ PH3(g)                                                             | −0,111     | [ 4 ]  |
| CO2(g) + 2 H+ + 2 e− ⇄ HCOOH(aq)                                                            | −0,11      |        |
| Se(s) + 2 H+ + 2 e− ⇄ H2Se(g)                                                               | −0,11      |        |
| CO2(g) + 2 H+ + 2 e− ⇄ CO(g) + H2O                                                          | −0,11      |        |
| SnO(s) + 2 H+ + 2 e− ⇄ Sn(s) + H2O                                                          | −0,10      |        |
| SnO2(s) + 2 H+ + 2 e− ⇄ SnO(s) + H2O                                                        | −0,09      |        |
| WO3(aq) + 6 H+ + 6 e− ⇄ W(s) + 3 H2O                                                        | −0,09      | [ 2 ]  |
| P(blanc) + 3 H+ + 3 e− ⇄ PH3(g)                                                             | −0,063     | [ 4 ]  |
| HCOOH(aq) + 2 H+ + 2 e− ⇄ HCHO(aq) + H2O                                                    | −0,03      |        |
| 2 H+ + 2 e− ⇄ H2(g)                                                                         | 0,0000     | ≡ 0    |
| S4O62− + 2 e− ⇄ 2 S2O32−                                                                    | +0,08      |        |
| Fe3O4(s) + 8 H+ + 8 e− ⇄ 3 Fe(s) + 4 H2O                                                    | +0,085     | [ 7 ]  |
| N2(g) + 2 H2O + 6H+ + 6 e− ⇄ 2 NH4OH(aq)                                                    | +0,092     |        |
| HgO(s) + H2O + 2 e− ⇄ Hg(l) + 2 OH−                                                         | +0,0977    |        |
| Cu(NH3)42+ + e− ⇄ Cu(NH3)2+ + 2 NH3                                                         | +0,10      | [ 2 ]  |
| Ru(NH3)63+ + e− ⇄ Ru(NH3)62+                                                                | +0,10      | [ 6 ]  |
| N2H4(aq) + 4 H2O + 2 e− ⇄ 2 NH4+ + 4 OH−                                                    | +0,11      | [ 5 ]  |
| H2MoO4(aq) + 6 H+ + 6 e− ⇄ Mo(s) + 4 H2O                                                    | +0,11      |        |
| Ge4+ + 4 e− ⇄ Ge(s)                                                                         | +0,12      |        |
| C(s) + 4 H+ + 4 e− ⇄ CH4(g)                                                                 | +0,13      | [ 2 ]  |
| HCHO(aq) + 2 H+ + 2 e− ⇄ CH3OH(aq)                                                          | +0,13      |        |
| S(s) + 2 H+ + 2 e− ⇄ H2S(g)                                                                 | +0,14      |        |
| Sn4+ + 2 e− ⇄ Sn2+                                                                          | +0,15      |        |
| Cu2+ + e− ⇄ Cu+                                                                             | +0,159     | [ 2 ]  |
| HSO4− + 3 H+ + 2 e− ⇄ SO2(aq) + 2 H2O                                                       | +0,16      |        |
| UO22+ + e− ⇄ UO2+                                                                           | +0,163     | [ 6 ]  |
| SO42− + 4 H+ + 2 e− ⇄ SO2(aq) + 2 H2O                                                       | +0,17      |        |
| TiO2+ + 2 H+ + e− ⇄ Ti3+ + H2O                                                              | +0,19      |        |
| Bi3+ + 2e− ⇄ Bi+                                                                            | +0,2       |        |
| SbO+ + 2 H+ + 3 e− ⇄ Sb(s) + H2O                                                            | +0,20      |        |
| H3AsO3(aq) + 3 H+ + 3 e− ⇄ As(s) + 3 H2O                                                    | +0,24      |        |
| GeO(s) + 2 H+ + 2 e− ⇄ Ge(s) + H2O                                                          | +0,26      |        |
| UO2+ + 4 H+ + e− ⇄ U4+ + 2 H2O                                                              | +0,273     | [ 6 ]  |
| Re3+ + 3 e− ⇄ Re(s)                                                                         | +0,300     |        |
| Bi3+ + 3 e− ⇄ Bi(s)                                                                         | +0,32      |        |
| VO2+ + 2 H+ + e− ⇄ V3+ + H2O                                                                | +0,34      |        |
| Cu2+ + 2 e− ⇄ Cu(s)                                                                         | +0,340     | [ 2 ]  |
| [Fe(CN)6]3− + e− ⇄ [Fe(CN)6]4−                                                              | +0,36      |        |
| O2(g) + 2 H2O + 4 e− ⇄ 4 OH−(aq)                                                            | +0,40      | [ 8 ]  |
| H2MoO4 + 6 H+ + 3 e− ⇄ Mo3+ + 4 H2O                                                         | +0,43      |        |
| Bi+ + e− ⇄ Bi(s)                                                                            | +0,50      |        |
| CH3OH(aq) + 2 H+ + 2 e− ⇄ CH4(g) + H2O                                                      | +0,50      |        |
| SO2(aq) + 4 H+ + 4 e− ⇄ S(s) + 2 H2O                                                        | +0,50      |        |
| Cu+ + e− ⇄ Cu(s)                                                                            | +0,520     | [ 2 ]  |
| CO(g) + 2 H+ + 2 e− ⇄ C(s) + H2O                                                            | +0,52      |        |
| I2(s) + 2 e− ⇄ 2 I−                                                                         | +0,54      | [ 8 ]  |
| I3− + 2 e− ⇄ 3 I−                                                                           | +0,53      | [ 8 ]  |
| [AuI4]− + 3 e− ⇄ Au(s) + 4 I−                                                               | +0,56      |        |
| H3AsO4(aq) + 2 H+ + 2 e− ⇄ H3AsO3(aq) + H2O                                                 | +0,56      |        |
| [AuI2]− + e− ⇄ Au(s) + 2 I−                                                                 | +0,58      |        |
| MnO4− + 2 H2O + 3 e− ⇄ MnO2(s) + 4 OH−                                                      | +0,59      |        |
| S2O32 − + 6 H+ + 4 e− ⇄ 2 S(s) + 3 H2O                                                      | +0,60      |        |
| H2MoO4(aq) + 2 H+ + 2 e− ⇄ MoO2(s) + 2 H2O                                                  | +0,65      |        |
| O2(g) + 2 H+ + 2 e− ⇄ H2O2(aq)                                                              | +0,70      |        |
| Tl3+ + 3 e− ⇄ Tl(s)                                                                         | +0,72      |        |
| PtCl62− + 2 e− ⇄ PtCl42− + 2 Cl−                                                            | +0,726     | [ 6 ]  |
| H2SeO3(aq) + 4 H+ + 4 e− ⇄ Se(s) + 3 H2O                                                    | +0,74      |        |
| PtCl42− + 2 e− ⇄ Pt(s) + 4 Cl−                                                              | +0,758     | [ 6 ]  |
| Fe3+ + e− ⇄ Fe2+                                                                            | +0,77      |        |
| Ag+ + e− ⇄ Ag(s)                                                                            | +0,7996    | [ 4 ]  |
| Hg22+ + 2 e− ⇄ 2 Hg(l)                                                                      | +0,80      |        |
| NO3−(aq) + 2 H+ + e− ⇄ NO2(g) + H2O                                                         | +0,80      |        |
| [AuBr4]− + 3 e− ⇄ Au(s) + 4 Br−                                                             | +0,85      |        |
| Hg2+ + 2 e− ⇄ Hg(l)                                                                         | +0,85      |        |
| MnO4− + H+ + e− ⇄ HMnO4−                                                                    | +0,90      |        |
| 2 Hg2+ + 2 e− ⇄ Hg22+                                                                       | +0,91      | [ 2 ]  |
| Pd2+ + 2 e− ⇄ Pd(s)                                                                         | +0,915     | [ 6 ]  |
| [AuCl4]− + 3 e− ⇄ Au(s) + 4 Cl−                                                             | +0,93      |        |
| MnO2(s) + 4 H+ + e− ⇄ Mn3+ + 2 H2O                                                          | +0,95      |        |
| [AuBr2]− + e− ⇄ Au(s) + 2 Br−                                                               | +0,96      |        |
| Br2(l) + 2 e− ⇄ 2 Br−                                                                       | +1,066     | [ 4 ]  |
| Br2(aq) + 2 e− ⇄ 2 Br−                                                                      | +1,0873    | [ 4 ]  |
| IO3− + 5 H+ + 4 e− ⇄ HIO(aq) + 2 H2O                                                        | +1,13      |        |
| [AuCl2]− + e− ⇄ Au(s) + 2 Cl−                                                               | +1,15      |        |
| HSeO4− + 3 H+ + 2 e− ⇄ H2SeO3(aq) + H2O                                                     | +1,15      |        |
| Ag2O(s) + 2 H+ + 2 e− ⇄ 2 Ag(s) + H2O                                                       | +1,17      |        |
| ClO3− + 2 H+ + e− ⇄ ClO2(g) + H2O                                                           | +1,18      |        |
| Pt2+ + 2 e− ⇄ Pt(s)                                                                         | +1,188     | [ 6 ]  |
| ClO2(g) + H+ + e− ⇄ HClO2(aq)                                                               | +1,19      |        |
| 2 IO3− + 12 H+ + 10 e− ⇄ I2(s) + 6 H2O                                                      | +1,20      |        |
| ClO4− + 2 H+ + 2 e− ⇄ ClO3− + H2O                                                           | +1,20      |        |
| O2(g) + 4 H+ + 4 e− ⇄ 2 H2O                                                                 | +1,23      | [ 8 ]  |
| MnO2(s) + 4 H+ + 2 e− ⇄ Mn2+ + 2H2O                                                         | +1,23      |        |
| Tl3+ + 2 e− ⇄ Tl+                                                                           | +1,25      |        |
| Cl2(g) + 2 e− ⇄ 2 Cl−                                                                       | +1,36      | [ 8 ]  |
| Cr2O72− + 14 H+ + 6 e− ⇄ 2 Cr3+ + 7 H2O                                                     | +1,33      |        |
| CoO2(s) + 4 H+ + e− ⇄ Co3+ + 2 H2O                                                          | +1,42      |        |
| 2 NH3OH+ + H+ + 2 e− ⇄ N2H5+ + 2 H2O                                                        | +1,42      | [ 5 ]  |
| 2 HIO(aq) + 2 H+ + 2 e− ⇄ I2(s) + 2 H2O                                                     | +1,44      |        |
| Ce4+ + e− ⇄ Ce3+                                                                            | +1,44      |        |
| BrO3− + 5 H+ + 4 e− ⇄ HBrO(aq) + 2 H2O                                                      | +1,45      |        |
| β-PbO2(s) + 4 H+ + 2 e− ⇄ Pb2+ + 2 H2O                                                      | +1,460     | [ 2 ]  |
| α-PbO2(s) + 4 H+ + 2 e− ⇄ Pb2+ + 2 H2O                                                      | +1,468     | [ 2 ]  |
| 2 BrO3− + 12 H+ + 10 e− ⇄ Br2(l) + 6 H2O                                                    | +1,48      |        |
| 2ClO3− + 12 H+ + 10 e− ⇄ Cl2(g) + 6 H2O                                                     | +1,49      |        |
| MnO4− + 8 H+ + 5 e− ⇄ Mn2+ + 4 H2O                                                          | +1,51      |        |
| HO2• + H+ + e− ⇄ H2O2(aq)                                                                   | +1,51      |        |
| Au3+ + 3 e− ⇄ Au(s)                                                                         | +1,52      |        |
| NiO2(s) + 4 H+ + 2 e− ⇄ Ni2+ + 2 H2O                                                        | +1,59      |        |
| 2 HClO(aq) + 2 H+ + 2 e− ⇄ Cl2(g) + 2 H2O                                                   | +1,63      |        |
| Ag2O3(s) + 6 H+ + 4 e− ⇄ 2 Ag+ + 3 H2O                                                      | +1,67      |        |
| HClO2(aq) + 2 H+ + 2 e− ⇄ HClO(aq) + H2O                                                    | +1,67      |        |
| Pb4+ + 2 e− ⇄ Pb2+                                                                          | +1,69      | [ 2 ]  |
| MnO4− + 4 H+ + 3 e− ⇄ MnO2(s) + 2 H2O                                                       | +1,70      |        |
| ClO− + 2H+ + 2 e− ⇄ Cl− + H2O                                                               | +1,73      |        |
| AgO(s) + 2 H+ + e− ⇄ Ag+ + H2O                                                              | +1,77      |        |
| H2O2(aq) + 2 H+ + 2 e− ⇄ 2 H2O                                                              | +1,78      |        |
| Co3+ + e− ⇄ Co2+                                                                            | +1,82      |        |
| Au+ + e− ⇄ Au(s)                                                                            | +1,83      | [ 2 ]  |
| BrO4− + 2 H+ + 2 e− ⇄ BrO3− + H2O                                                           | +1,85      |        |
| Ag2+ + e− ⇄ Ag+                                                                             | +1,98      | [ 2 ]  |
| S2O82− + 2 e− ⇄ 2 SO42−                                                                     | +2,010     | [ 4 ]  |
| O3(g) + 2 H+ + 2 e− ⇄ O2(g) + H2O                                                           | +2,075     | [ 6 ]  |
| HMnO4− (aq) + 3 H+ (aq) + 2 e− ⇄ MnO2(s) + 2 H2O (l)                                        | +2,10      | [ 10 ] |
| F2(g) + 2 e− ⇄ 2 F−                                                                         | +2,87      | ,      |
| F2(g) + 2 H+ + 2 e− ⇄ 2 HF(aq)                                                              | +3,05      | [ 2 ]  |